# Tornei di tennis maschili nel 1958
Prima della nascita della cosiddetta "Era Open" del tennis, ossia l'apertura ai tennisti professionisti dei tornei che prima di quell'anno erano riservati ai tennisti dilettanti. Nel 1958 i tornei si distinguevano in pro e amatoriali: ai primi potevano partecipare solo i giocatori professionisti, mentre ai secondi potevano partecipare solo i tennisti dilettanti. Tutti i tornei più importanti erano amatoriali tra questi c'erano i tornei del Grande Slam: gli Australian Championships, gli Internazionali di Francia, il Torneo di Wimbledon e gli U.S. National Championships.

## Calendario

### Legenda
| Tornei amatoriali       |
| Tornei professionistici |

### Gennaio
| Settimana  | Torneo                                                                               | Vincitore                                          | Finalista                                                             | Semifinalisti | Eliminati ai quarti |
| ---------- | ------------------------------------------------------------------------------------ | -------------------------------------------------- | --------------------------------------------------------------------- | ------------- | ------------------- |
| 2 gennaio  | India National Championships 1958 Calcutta, India Singolare - Doppio                 | Ulf Schmidt 6-3 6-2 4-6 4-6 6-2                    | Ramanathan Krishnan                                                   |               |                     |
| 2 gennaio  | India National Championships 1958 Calcutta, India Singolare - Doppio                 |                                                    |                                                                       |               |                     |
| 2 gennaio  | Scandinavian Covered Court Championships 1958 Helsinki, Finlandia Singolare - Doppio | Kurt Nielsen 6-3 6-4 6-2                           | Jan-Erik Lundquist                                                    |               |                     |
| 2 gennaio  | Scandinavian Covered Court Championships 1958 Helsinki, Finlandia Singolare - Doppio |                                                    |                                                                       |               |                     |
| 5 gennaio  | Central India Championships 1958 Allahabad, India Singolare - Doppio                 | Ulf Schmidt 6-3 6-1 6-4                            | Ramanathan Krishnan                                                   |               |                     |
| 5 gennaio  | Central India Championships 1958 Allahabad, India Singolare - Doppio                 |                                                    |                                                                       |               |                     |
| 5 gennaio  | Dixie Championships 1958 Tampa, USA Singolare - Doppio                               | Bernard Tut Bartzen 6-0 12-10 6-1                  | Ubert Vincent                                                         |               |                     |
| 5 gennaio  | Dixie Championships 1958 Tampa, USA Singolare - Doppio                               |                                                    |                                                                       |               |                     |
| 11 gennaio | Pierre Gillou Indoor 1958 Parigi, Francia Singolare - Doppio                         | Kurt Nielsen 181-6 7-5 4-6 7-5                     | Jaroslav Drobný                                                       |               |                     |
| 11 gennaio | Pierre Gillou Indoor 1958 Parigi, Francia Singolare - Doppio                         |                                                    |                                                                       |               |                     |
| 11 gennaio | Bibar Championships 1958 Patna, India Singolare - Doppio                             | William Knight 6-3 6-4 2-6 3-6 6-2                 | Ulf Schmidt                                                           |               |                     |
| 11 gennaio | Bibar Championships 1958 Patna, India Singolare - Doppio                             |                                                    |                                                                       |               |                     |
| 11 gennaio | Western Australian Championships 1958 Perth, Australia Singolare - Doppio            | Malcolm Anderson 6-2 4-6 6-2 6-4                   | Neale Fraser                                                          |               |                     |
| 11 gennaio | Western Australian Championships 1958 Perth, Australia Singolare - Doppio            |                                                    |                                                                       |               |                     |
| 11 gennaio | Sydney Manly Seaside Championships 1958 Sydney, Australia Singolare - Doppio         | Ashley Cooper 11-9 6-4                             | Mervyn Rose                                                           |               |                     |
| 11 gennaio | Sydney Manly Seaside Championships 1958 Sydney, Australia Singolare - Doppio         |                                                    |                                                                       |               |                     |
| 12 gennaio | Florida West Coast Championships 1958 Saint Petersburg, USA Singolare - Doppio       | Bernard Tut Bartzen 7-5 7-5 6-1                    | William Quillan                                                       |               |                     |
| 12 gennaio | Florida West Coast Championships 1958 Saint Petersburg, USA Singolare - Doppio       |                                                    |                                                                       |               |                     |
| 12 gennaio | New Zealand Championships 1958 Wellington, Nuova Zelanda Singolare - Doppio          | Robert Howe 1-6 6-3 6-3 3-6 7-5                    | Jeff Robson                                                           |               |                     |
| 12 gennaio | New Zealand Championships 1958 Wellington, Nuova Zelanda Singolare - Doppio          |                                                    |                                                                       |               |                     |
| 18 gennaio | University of Miami Championships 1958 Coral Gables, USA Singolare - Doppio          | Ubert Vincent 6-3 8-6 6-3                          | Gardnar Mulloy                                                        |               |                     |
| 18 gennaio | University of Miami Championships 1958 Coral Gables, USA Singolare - Doppio          |                                                    |                                                                       |               |                     |
| 18 gennaio | All India Hard Court Championships 1958 Madras, India Singolare - Doppio             | Ramanathan Krishnan 2-6 7-5 5-7 7-5 8-6            | Ulf Schmidt                                                           |               |                     |
| 18 gennaio | All India Hard Court Championships 1958 Madras, India Singolare - Doppio             |                                                    |                                                                       |               |                     |
| 23 gennaio | South West India Championships 1958 Trivandrum, India Singolare - Doppio             | William Knight 6-2 6-3 6-2                         | Tony Pickard                                                          |               |                     |
| 23 gennaio | South West India Championships 1958 Trivandrum, India Singolare - Doppio             |                                                    |                                                                       |               |                     |
| 26 gennaio | German Covered Court Championships 1958 Colonia, Germania Singolare - Doppio         | Jorgen Ulrich 6-4 7-5 2-6 6-8 6-3                  | Jaroslav Drobný                                                       |               |                     |
| 26 gennaio | German Covered Court Championships 1958 Colonia, Germania Singolare - Doppio         |                                                    |                                                                       |               |                     |
| 26 gennaio | Florida State Championships 1958 Orlando, USA Singolare - Doppio                     | Jack W. Frost 6-0 6-4                              | Lyo Pimental                                                          |               |                     |
| 26 gennaio | Florida State Championships 1958 Orlando, USA Singolare - Doppio                     |                                                    |                                                                       |               |                     |
| 27 gennaio | Australian Championships 1958 Sydney, Australia Singolare - Doppio                   | Ashley Cooper 7-5 6-3 6-4                          | Malcolm Anderson                                                      |               |                     |
| 27 gennaio | Australian Championships 1958 Sydney, Australia Singolare - Doppio                   | Ashley Cooper Neale Fraser 7-5, 6-8, 3-6, 6-3, 7-5 | Roy Emerson Bob Mark                                                  |               |                     |
| 28 gennaio | Philadelphia Indoor 1958 Filadelfia, USA Singolare - Doppio                          | Straight Clark 6-2 6-4 6-4                         | Harry Hoffman                                                         |               |                     |
| 28 gennaio | Philadelphia Indoor 1958 Filadelfia, USA Singolare - Doppio                          |                                                    |                                                                       |               |                     |
| 30 gennaio | Melbourne Pro Championships 1958 Melbourne, Australia Erba Singolare                 | Lew Hoad Round Robin                               | Pancho Gonzales Frank Sedgman Pancho Segura Tony Trabert Ken Rosewall |               |                     |

### Febbraio
| Settimana   | Torneo                                                                        | Vincitore                            | Finalista                  | Semifinalisti            | Eliminati ai quarti                    |
| ----------- | ----------------------------------------------------------------------------- | ------------------------------------ | -------------------------- | ------------------------ | -------------------------------------- |
| 3 febbraio  | Austin Smith Championships 1958 Fort Lauderdale, USA Singolare - Doppio       | Gardnar Mulloy 1-6 6-1 6-1 6-4       | Jack Frost                 |                          |                                        |
| 3 febbraio  | Austin Smith Championships 1958 Fort Lauderdale, USA Singolare - Doppio       |                                      |                            |                          |                                        |
| 4 febbraio  | Australian Pro Championships 1958 Sydney, Australia Erba Singolare            | Frank Sedgman 3-6 4-6 7-5 6-3 6-4    | Tony Trabert               | Lew Hoad Pancho Gonzales | Tabellone a 6 Ken Rosewall Rex Hartwig |
| 4 febbraio  | Australian Pro Championships 1958 Sydney, Australia Erba Singolare            | Pancho Gonzales Ken Rosewall 6-4 6-4 | Frank Sedgman Tony Trabert | Lew Hoad Pancho Gonzales | Tabellone a 6 Ken Rosewall Rex Hartwig |
| 10 febbraio | Auckland International Wills 1958 Auckland, Nuova Zelanda Singolare - Doppio  | Trevor Fancutt 2-6 6-4 6-2 4-6 6-3   | Bob Mark                   | Jeff Robson Bob Howe     |                                        |
| 10 febbraio | Auckland International Wills 1958 Auckland, Nuova Zelanda Singolare - Doppio  |                                      |                            | Jeff Robson Bob Howe     |                                        |
| 10 febbraio | Hollywood Beach Invitation 1958 Hollywood Beach, USA Singolare - Doppio       | Ubert Vincent 6-3 6-4                | Lyo Pimental               |                          |                                        |
| 10 febbraio | Hollywood Beach Invitation 1958 Hollywood Beach, USA Singolare - Doppio       |                                      |                            |                          |                                        |
| 10 febbraio | Madhya Pradesh Hard Court Championships 1958 Indore, India Singolare - Doppio | Ramanathan Krishnan 6-3 6-0 6-4      | William Knight             |                          |                                        |
| 10 febbraio | Madhya Pradesh Hard Court Championships 1958 Indore, India Singolare - Doppio |                                      |                            |                          |                                        |
| 18 febbraio | Buffalo Indoor 1958 Buffalo, USA Singolare - Doppio                           | Barry MacKay 6-1 7-5                 | Vic Seixas                 |                          |                                        |
| 18 febbraio | Buffalo Indoor 1958 Buffalo, USA Singolare - Doppio                           |                                      |                            |                          |                                        |
| 18 febbraio | French Covered Court Championships 1958 Parigi, Francia Singolare - Doppio    | Kurt Nielsen 7-5 6-3 6-2             | Jaroslav Drobný            |                          |                                        |
| 18 febbraio | French Covered Court Championships 1958 Parigi, Francia Singolare - Doppio    |                                      |                            |                          |                                        |
| 18 febbraio | South Florida Championships 1958 West Palm Beach, USA Singolare - Doppio      | Jack Frost 6-3 6-2                   | Kosei Kamo                 |                          |                                        |
| 18 febbraio | South Florida Championships 1958 West Palm Beach, USA Singolare - Doppio      |                                      |                            |                          |                                        |
| 23 febbraio | Cozon Cup Indoor Championships 1958 Lione, Francia Singolare - Doppio         | Jorgen Ulrich 6-3 6-3 3-6 7-5        | Jaroslav Drobný            |                          |                                        |
| 23 febbraio | Cozon Cup Indoor Championships 1958 Lione, Francia Singolare - Doppio         |                                      |                            |                          |                                        |
| 23 febbraio | Northern India Championships 1958 New Delhi, India Singolare - Doppio         | Ulf Schmidt 6-2 4-6 6-3 6-4          | William Knight             |                          |                                        |
| 23 febbraio | Northern India Championships 1958 New Delhi, India Singolare - Doppio         |                                      |                            |                          |                                        |
| 24 febbraio | US Indoors 1958 New York, USA Singolare - Doppio                              | Budge Patty 6-1 6-2 3-6 12-10        | Dick Savitt                |                          |                                        |
| 24 febbraio | US Indoors 1958 New York, USA Singolare - Doppio                              |                                      |                            |                          |                                        |

### Marzo
| Settimana | Torneo                                                                                               | Vincitore                            | Finalista           | Semifinalisti | Eliminati ai quarti |
| --------- | --- | ------------------------------------ | ------------------- | ------------- | ------------------- |
| 2 marzo   | Bombay Hard Court Championships 1958 Bombay, India Singolare - Doppio                                | Ramanathan Krishnan 6-1 6-2 6-4      | William Knight      |               |                     |
| 2 marzo   | Bombay Hard Court Championships 1958 Bombay, India Singolare - Doppio                                |                                      |                     |               |                     |
| 2 marzo   | Carlton Club Championships 1958 Cannes, Francia Singolare - Doppio                                   | Jaroslav Drobný 6-3 4-6 6-1 4-6 8-6  | Jean-Noël Grinda    |               |                     |
| 2 marzo   | Carlton Club Championships 1958 Cannes, Francia Singolare - Doppio                                   |                                      |                     |               |                     |
| 2 marzo   | Miami Invitational 1958 Miami, USA Singolare - Doppio                                                | Budge Patty 6-4 6-2 6-4              | Gardnar Mulloy      |               |                     |
| 2 marzo   | Miami Invitational 1958 Miami, USA Singolare - Doppio                                                |                                      |                     |               |                     |
| 2 marzo   | Pittsburgh Indoor 1958 Pittsburgh, USA Singolare - Doppio                                            | Hamilton Richardson 7-5 6-1          | Barry MacKay        |               |                     |
| 2 marzo   | Pittsburgh Indoor 1958 Pittsburgh, USA Singolare - Doppio                                            |                                      |                     |               |                     |
| 2 marzo   | Queensland Bay Championships 1958 Redcliffe, Australia Singolare - Doppio                            | Rod Laver 4-6 6-4 6-3                | G. Gaydon           |               |                     |
| 2 marzo   | Queensland Bay Championships 1958 Redcliffe, Australia Singolare - Doppio                            |                                      |                     |               |                     |
| 9 marzo   | Moscow International Indoor Championships 1958 Mosca, USSR Singolare - Doppio                        | Robert Haillet 6-2 7-5 2-6 6-2       | Jacques Brichant    |               |                     |
| 9 marzo   | Moscow International Indoor Championships 1958 Mosca, USSR Singolare - Doppio                        |                                      |                     |               |                     |
| 16 marzo  | Egyptian International Cairo Championships 1958 Il Cairo, Egitto Singolare - Doppio                  | Nicola Pietrangeli 6-2 6-2 6-4       | Giuseppe Merlo      |               |                     |
| 16 marzo  | Egyptian International Cairo Championships 1958 Il Cairo, Egitto Singolare - Doppio                  |                                      |                     |               |                     |
| 16 marzo  | Torneo di Cap d'Antibes 1958 Cap d'Antibes, Francia Singolare - Doppio                               | Jean-Noël Grinda 2-6 8-6 1-6 6-4 8-6 | Antal Jancso        |               |                     |
| 16 marzo  | Torneo di Cap d'Antibes 1958 Cap d'Antibes, Francia Singolare - Doppio                               |                                      |                     |               |                     |
| 16 marzo  | Caracas Altamira International 1958 Caracas, Venezuela Singolare - Doppio                            | Budge Patty 6-3 12-10 3-6 4-6 6-3    | Luis Ayala          |               |                     |
| 16 marzo  | Caracas Altamira International 1958 Caracas, Venezuela Singolare - Doppio                            |                                      |                     |               |                     |
| 16 marzo  | New South Wales Hard Court Championships 1958 Newcastle, Australia Singolare - Doppio                | Ashley Cooper 6-3 6-4                | Bob Mark            |               |                     |
| 16 marzo  | New South Wales Hard Court Championships 1958 Newcastle, Australia Singolare - Doppio                |                                      |                     |               |                     |
| 16 marzo  | British Covered Court Championships 1958 Londra, Gran Bretagna Singolare - Doppio                    | Mike Davies 5-7 6-1 6-2 6-2          | Sven Davidson       |               |                     |
| 16 marzo  | British Covered Court Championships 1958 Londra, Gran Bretagna Singolare - Doppio                    |                                      |                     |               |                     |
| 16 marzo  | Torneo di Wynnum 1958 Wynnum, Australia Singolare - Doppio                                           | Roy Emerson 6-2 6-0                  | Barry Green         |               |                     |
| 16 marzo  | Torneo di Wynnum 1958 Wynnum, Australia Singolare - Doppio                                           |                                      |                     |               |                     |
| 17 marzo  | Tennis Club Flanders Championships 1958 Roubaix, Francia Singolare - Doppio                          | Jaroslav Drobný 2-6 6-1 6-3 0-6 6-3  | Paul Remy           |               |                     |
| 17 marzo  | Tennis Club Flanders Championships 1958 Roubaix, Francia Singolare - Doppio                          |                                      |                     |               |                     |
| 23 marzo  | Egyptian International Alexandria Championships 1958 Alessandria d'Egitto, Egitto Singolare - Doppio | Barry MacKay 6-4 7-5 6-2             | Reynaldo O. Garrido |               |                     |
| 23 marzo  | Egyptian International Alexandria Championships 1958 Alessandria d'Egitto, Egitto Singolare - Doppio |                                      |                     |               |                     |
| 23 marzo  | Gallia Club Championships 1958 Cannes, Francia Singolare - Doppio                                    | William Knight 6-3 0-6 6-1 6-1       | Jaroslav Drobný     |               |                     |
| 23 marzo  | Gallia Club Championships 1958 Cannes, Francia Singolare - Doppio                                    |                                      |                     |               |                     |
| 23 marzo  | Caribe Hilton Championships 1958 San Juan, Porto Rico Singolare - Doppio                             | Budge Patty 7-9 6-0 6-2 6-2          | Hamilton Richardson |               |                     |
| 23 marzo  | Caribe Hilton Championships 1958 San Juan, Porto Rico Singolare - Doppio                             |                                      |                     |               |                     |
| 29 marzo  | Australian Hard Court Championships 1958 Brisbane, Australia Singolare - Doppio                      | Ashley Cooper 7-5 6-2 6-2            | Bob Mark            |               |                     |
| 29 marzo  | Australian Hard Court Championships 1958 Brisbane, Australia Singolare - Doppio                      |                                      |                     |               |                     |
| 30 marzo  | Riviera Championships 1958 Mentone, Francia Singolare - Doppio                                       | Jacques Brichant 6-1 6-4 6-2         | Paul Remy           |               |                     |
| 30 marzo  | Riviera Championships 1958 Mentone, Francia Singolare - Doppio                                       |                                      |                     |               |                     |
| 30 marzo  | Caribbean Championships 1958 Montego Bay, Giamaica Singolare - Doppio                                | Mervyn Rose 9-7 6-4 3-6 2-6 6-3      | Luis Ayala          |               |                     |
| 30 marzo  | Caribbean Championships 1958 Montego Bay, Giamaica Singolare - Doppio                                |                                      |                     |               |                     |

### Aprile
| Settimana | Torneo                                                                                | Vincitore                              | Finalista           | Semifinalisti | Eliminati ai quarti |
| --------- | ------------------------------------------------------------------------------------- | -------------------------------------- | ------------------- | ------------- | ------------------- |
| 4 aprile  | South African Championships 1958 Johannesburg, Sudafrica Singolare - Doppio           | Ulf Schmidt 1-6 12-10 6-2 6-8 6-2      | Torben Ulrich       |               |                     |
| 4 aprile  | South African Championships 1958 Johannesburg, Sudafrica Singolare - Doppio           |                                        |                     |               |                     |
| 6 aprile  | Good Neighbor Tournament 1958 Miami Beach, USA Singolare - Doppio                     | Mervyn Rose 6-2 2-6 9-7 6-2            | Luis Ayala          |               |                     |
| 6 aprile  | Good Neighbor Tournament 1958 Miami Beach, USA Singolare - Doppio                     |                                        |                     |               |                     |
| 6 aprile  | Monte Carlo Cup 1958 Monte Carlo, Monte Carlo Singolare - Doppio                      | Robert Haillet 6-4 6-4 6-3             | Jaroslav Drobný     |               |                     |
| 6 aprile  | Monte Carlo Cup 1958 Monte Carlo, Monte Carlo Singolare - Doppio                      |                                        |                     |               |                     |
| 7 aprile  | New England Championships 1958 Armidale, Australia Singolare - Doppio                 | Robert Pearson 3-6 6-4 6-3             | K. Bendeich         |               |                     |
| 7 aprile  | New England Championships 1958 Armidale, Australia Singolare - Doppio                 |                                        |                     |               |                     |
| 7 aprile  | Torneo di Kingaroy 1958 Kingaroy, Australia Singolare - Doppio                        | Francis Gorman 5-7 6-4 6-2             | Ken Fletcher        |               |                     |
| 7 aprile  | Torneo di Kingaroy 1958 Kingaroy, Australia Singolare - Doppio                        |                                        |                     |               |                     |
| 7 aprile  | Perth Championships 1958 Perth, Australia Singolare - Doppio                          | Clive Wilderspin 6-1 7-5 6-2           | K. Harris           |               |                     |
| 7 aprile  | Perth Championships 1958 Perth, Australia Singolare - Doppio                          |                                        |                     |               |                     |
| 7 aprile  | Central Queensland Championships 1958 Rockhampton, Australia Singolare - Doppio       | Malcolm Anderson 4-6 6-1 6-1           | John Pearce         |               |                     |
| 7 aprile  | Central Queensland Championships 1958 Rockhampton, Australia Singolare - Doppio       |                                        |                     |               |                     |
| 7 aprile  | Roehampton Hard Court Championships 1958 Roehampton, Gran Bretagna Singolare - Doppio | Meys Howard F. Walton titolo condiviso |                     |               |                     |
| 7 aprile  | Roehampton Hard Court Championships 1958 Roehampton, Gran Bretagna Singolare - Doppio |                                        |                     |               |                     |
| 7 aprile  | Darling Downs Championships 1958 Toowoomba, Australia Singolare - Doppio              | Roy Emerson 6-2 6-0                    | P. Gaydon           |               |                     |
| 7 aprile  | Darling Downs Championships 1958 Toowoomba, Australia Singolare - Doppio              |                                        |                     |               |                     |
| 8 aprile  | Tasmanian Championships 1958 Hobart, Australia Singolare - Doppio                     | Neale Fraser 6-4 6-2 2-6 4-6 6-1       | Rod Laver           |               |                     |
| 8 aprile  | Tasmanian Championships 1958 Hobart, Australia Singolare - Doppio                     |                                        |                     |               |                     |
| 9 aprile  | Tally Ho! 1958 Birmingham, Gran Bretagna Singolare - Doppio                           | Roger Becker 6-4 6-2                   | Mike Davies         |               |                     |
| 9 aprile  | Tally Ho! 1958 Birmingham, Gran Bretagna Singolare - Doppio                           |                                        |                     |               |                     |
| 13 aprile | Dallas Invitation 1958 Dallas, USA Singolare - Doppio                                 | Dick Savitt 6-8 1-6 6-3 6-2 6-4        | Bobby Wilson        |               |                     |
| 13 aprile | Dallas Invitation 1958 Dallas, USA Singolare - Doppio                                 |                                        |                     |               |                     |
| 13 aprile | Cumberland Hard Court Championships 1958 Hampstead, Gran Bretagna Singolare - Doppio  | Gerald D. Oakley 7-5 6-4               | Luis Ayala          |               |                     |
| 13 aprile | Cumberland Hard Court Championships 1958 Hampstead, Gran Bretagna Singolare - Doppio  |                                        |                     |               |                     |
| 13 aprile | Masters Invitational 1958 Jacksonville, USA Singolare - Doppio                        | Mervyn Rose 6-3 1-6 4-6 6-2 6-2        | Jaroslav Drobný     |               |                     |
| 13 aprile | Masters Invitational 1958 Jacksonville, USA Singolare - Doppio                        |                                        |                     |               |                     |
| 13 aprile | Aix Golden Racquet Tournament 1958 Aix-en-Provence, Francia Singolare - Doppio        | Budge Patty 6-4 6-3                    | Bernard Tut Bartzen |               |                     |
| 13 aprile | Aix Golden Racquet Tournament 1958 Aix-en-Provence, Francia Singolare - Doppio        |                                        |                     |               |                     |
| 20 aprile | Cannes Championships 1958 Cannes, Francia Singolare - Doppio                          | Jaroslav Drobný 6-4 6-2 3-6 9-7        | Paul Remy           |               |                     |
| 20 aprile | Cannes Championships 1958 Cannes, Francia Singolare - Doppio                          |                                        |                     |               |                     |
| 20 aprile | Rothmans Connaught Championships 1958 Chingford, Gran Bretagna Singolare - Doppio     | Roger Becker 4-6 6-4 6-3               | Mike Davies         |               |                     |
| 20 aprile | Rothmans Connaught Championships 1958 Chingford, Gran Bretagna Singolare - Doppio     |                                        |                     |               |                     |
| 20 aprile | River Oaks International Tennis Tournament 1958 Houston, USA Singolare - Doppio       | Barry MacKay 8-10 6-4 6-3 6-3          | Luis Ayala          |               |                     |
| 20 aprile | River Oaks International Tennis Tournament 1958 Houston, USA Singolare - Doppio       |                                        |                     |               |                     |
| 20 aprile | Italian Riviera Championships 1958 Sanremo, Italia Singolare - Doppio                 | Mario Llamas 6-1 6-1 4-6 6-4           | Władysław Skonecki  |               |                     |
| 20 aprile | Italian Riviera Championships 1958 Sanremo, Italia Singolare - Doppio                 |                                        |                     |               |                     |
| 20 aprile | Surrey Hard Court Championships 1958 Sutton, Gran Bretagna Singolare - Doppio         | Peter C. Newman 6-1 7-5                | Reg Bennett         |               |                     |
| 20 aprile | Surrey Hard Court Championships 1958 Sutton, Gran Bretagna Singolare - Doppio         |                                        |                     |               |                     |
| 27 aprile | Atlanta Invitational 1958 Atlanta, USA Singolare - Doppio                             | Dick Savitt 6-4 4-6 6-2 6-4            | Hamilton Richardson |               |                     |
| 27 aprile | Atlanta Invitational 1958 Atlanta, USA Singolare - Doppio                             |                                        |                     |               |                     |
| 27 aprile | British Hard Court Championships 1958 Bournemouth, Gran Bretagna Singolare - Doppio   | William Knight 5-7 6-0 6-2 6-3         | Giuseppe Merlo      |               |                     |
| 27 aprile | British Hard Court Championships 1958 Bournemouth, Gran Bretagna Singolare - Doppio   |                                        |                     |               |                     |
| 27 aprile | Ojai Intercollegiates Championships 1958 Ojai, USA Singolare - Doppio                 | Alex Olmedo 7-9 6-2 6-3                | Mike Franks         |               |                     |
| 27 aprile | Ojai Intercollegiates Championships 1958 Ojai, USA Singolare - Doppio                 |                                        |                     |               |                     |
| 27 aprile | Ojai Valley Championships 1958 Ojai, USA Singolare - Doppio                           | Donald Kierbow 6-3 2-6 6-1             | Herbert Flam        |               |                     |
| 27 aprile | Ojai Valley Championships 1958 Ojai, USA Singolare - Doppio                           |                                        |                     |               |                     |
| 27 aprile | Campionati Internazionali di Sicilia 1958 Palermo, Italia Singolare - Doppio          | Nicola Pietrangeli 7-5 6-4 8-6         | Mervyn Rose         |               |                     |
| 27 aprile | Campionati Internazionali di Sicilia 1958 Palermo, Italia Singolare - Doppio          |                                        |                     |               |                     |

### Maggio
| Settimana | Torneo                                                                               | Vincitore                                          | Finalista                   | Semifinalisti              | Eliminati ai quarti                              |
| --------- | ------------------------------------------------------------------------------------ | -------------------------------------------------- | --------------------------- | -------------------------- | ------------------------------------------------ |
| 4 maggio  | London Hard Court Championships 1958 Hurlingham, Gran Bretagna Singolare - Doppio    | Mike Davies 6-1 6-1                                | Ivo Ribeiro                 |                            |                                                  |
| 4 maggio  | London Hard Court Championships 1958 Hurlingham, Gran Bretagna Singolare - Doppio    |                                                    |                             |                            |                                                  |
| 4 maggio  | Campionato Partenopeo 1958 Napoli, Italia Singolare - Doppio                         | Mervyn Rose 6-4 9-7 4-6 12-10                      | Sven Davidson               |                            |                                                  |
| 4 maggio  | Campionato Partenopeo 1958 Napoli, Italia Singolare - Doppio                         |                                                    |                             |                            |                                                  |
| 4 maggio  | Paris International Championships 1958 Parigi, Francia Singolare - Doppio            | Budge Patty 10-8 6-0 6-3                           | Jaroslav Drobný             |                            |                                                  |
| 4 maggio  | Paris International Championships 1958 Parigi, Francia Singolare - Doppio            |                                                    |                             |                            |                                                  |
| 5 maggio  | World Pro Championships 1958 Cleveland, USA Parquet indoor Singolare - Doppio        | Pancho Gonzales 3-6 4-6 14-12 6-1 6-4              | Lew Hoad                    | Tony Trabert Pancho Segura | Armando Vieira Al Doyle Frank Parker Bobby Riggs |
| 5 maggio  | World Pro Championships 1958 Cleveland, USA Parquet indoor Singolare - Doppio        | Pancho Gonzales Pancho Segura walkover             | Lew Hoad Tony Trabert       | Tony Trabert Pancho Segura | Armando Vieira Al Doyle Frank Parker Bobby Riggs |
| 6 maggio  | Wide Bay Tennis Championships 1958 Bundaberg, Australia Singolare - Doppio           | Neil Gibson 6-4 4-6 6-1                            | Roy Emerson                 |                            |                                                  |
| 6 maggio  | Wide Bay Tennis Championships 1958 Bundaberg, Australia Singolare - Doppio           |                                                    |                             |                            |                                                  |
| 6 maggio  | Maroochy Tennis Championships 1958 Nambour, Australia Singolare - Doppio             | Rod Laver 6-3 6-2                                  | Malcolm Anderson            |                            |                                                  |
| 6 maggio  | Maroochy Tennis Championships 1958 Nambour, Australia Singolare - Doppio             |                                                    |                             |                            |                                                  |
| 11 maggio | Shirley Park Hard Court Championships 1958 Croydon, Gran Bretagna Singolare - Doppio | Tony Pickard 6-2 6-2                               | Jaroslav Drobný             |                            |                                                  |
| 11 maggio | Shirley Park Hard Court Championships 1958 Croydon, Gran Bretagna Singolare - Doppio |                                                    |                             |                            |                                                  |
| 11 maggio | Southern California Championships 1958 Los Angeles, USA Singolare - Doppio           | Herbert Flam 8-6 6-3 2-6 6-3                       | Alex Olmedo                 |                            |                                                  |
| 11 maggio | Southern California Championships 1958 Los Angeles, USA Singolare - Doppio           |                                                    |                             |                            |                                                  |
| 11 maggio | Internazionali d'Italia 1958 Roma, Italia Singolare - Doppio                         | Mervyn Rose 5-7 8-6 6-4 1-6 6-2                    | Nicola Pietrangeli          |                            |                                                  |
| 11 maggio | Internazionali d'Italia 1958 Roma, Italia Singolare - Doppio                         | Antal Jancso Kurt Nielsen 8-10, 6-3, 6-2, 1-6, 9-7 | Luis Ayala Don Candy        |                            |                                                  |
| 18 maggio | Torneo Godò 1958 Barcellona, Spagna Singolare - Doppio                               | Sven Davidson 4-6 6-2 7-5 6-1                      | Mervyn Rose                 |                            |                                                  |
| 18 maggio | Torneo Godò 1958 Barcellona, Spagna Singolare - Doppio                               | Jaroslav Drobny Budge Patty 7-5, 6-3, 6-2          | Mervyn Rose Warren Woodcock |                            |                                                  |
| 18 maggio | Granite Belt Championships 1958 Stanthorpe (Australia) Singolare - Doppio            | Neil Gibson 6-4 6-2                                | G. Gaydon                   |                            |                                                  |
| 18 maggio | Granite Belt Championships 1958 Stanthorpe (Australia) Singolare - Doppio            |                                                    |                             |                            |                                                  |
| 19 maggio | Wiesbaden Championships 1958 Wiesbaden, Germania Singolare - Doppio                  | Peter C. Newman 6-2 6-1 6-2                        | Gerald D. Oakley            |                            |                                                  |
| 19 maggio | Wiesbaden Championships 1958 Wiesbaden, Germania Singolare - Doppio                  |                                                    |                             |                            |                                                  |
| 19 maggio | Dublin Hard Court Championships 1958 Dublino, Irlanda Singolare - Doppio             | Herb Fitzgibbon 6-1 6-0                            | Premjit Lall                |                            |                                                  |
| 19 maggio | Dublin Hard Court Championships 1958 Dublino, Irlanda Singolare - Doppio             |                                                    |                             |                            |                                                  |
| 19 maggio | Guildford Hard Court Championships 1958 Guildford, Gran Bretagna Singolare - Doppio  | Ivor J. Warwick 10-8 6-3                           | Tom Brown                   |                            |                                                  |
| 19 maggio | Guildford Hard Court Championships 1958 Guildford, Gran Bretagna Singolare - Doppio  |                                                    |                             |                            |                                                  |
| 19 maggio | California State Championships 1958 San Francisco, USA Singolare - Doppio            | Thomas Pollok Brown 6-4 13-11 5-7 6-2              | Hugh Stewart                |                            |                                                  |
| 19 maggio | California State Championships 1958 San Francisco, USA Singolare - Doppio            |                                                    |                             |                            |                                                  |
| 21 maggio | Tennis Club Weissenhof Championships 1958 Stoccarda, Germania Singolare - Doppio     | Ulf Schmidt 6-4 6-4 7-9 6-1                        | Jacques Brichant            |                            |                                                  |
| 21 maggio | Tennis Club Weissenhof Championships 1958 Stoccarda, Germania Singolare - Doppio     |                                                    |                             |                            |                                                  |
| 26 maggio | Salt Lake City Pro Championships 1958 Salt Lake City, USA                            | Pancho Gonzales 10–8 (pro set)                     | Ken Rosewall                |                            |                                                  |
| 27 maggio | Boise Pro Championships 1958 Boise, USA                                              | Pancho Gonzales 8–4 (pro set)                      | Ken Rosewall                |                            |                                                  |
| 28 maggio | Spokane Pro Championships 1958 Spokane, USA                                          | Pancho Gonzales 2 match a 0                        | Ken Rosewall Tony Trabert   |                            |                                                  |
| 28 maggio | West Berlin Championships 1958 Berlino Ovest, Germania Singolare - Doppio            | Władysław Skonecki 6-4 6-2 6-4                     | Sven Davidson               |                            |                                                  |
| 28 maggio | West Berlin Championships 1958 Berlino Ovest, Germania Singolare - Doppio            |                                                    |                             |                            |                                                  |
| 30 maggio | Vancouver Pro Championships 1958 Vancouver, Canada                                   | Pancho Gonzales 2 match a 0                        | Pancho Segura Tony Trabert  |                            |                                                  |

### Giugno
| Settimana | Torneo                                                                                    | Vincitore                                     | Finalista                                                                  | Semifinalisti              | Eliminati ai quarti |
| --------- | ----------------------------------------------------------------------------------------- | --------------------------------------------- | -------------------------------------------------------------------------- | -------------------------- | ------------------- |
| 1º giugno | Internazionali di Francia 1958 Parigi, Francia Singolare - Doppio                         | Mervyn Rose 6-3 6-4 6-4                       | Luis Ayala                                                                 |                            |                     |
| 1º giugno | Internazionali di Francia 1958 Parigi, Francia Singolare - Doppio                         | Ashley Cooper Neale Fraser 3-6, 8-6, 6-3, 7-5 | Robert Howe Abe Segal                                                      |                            |                     |
| 2 giugno  | Bakersfield Pro Championships 1958 Bakersfield, USA Cemento Singolare - Doppio            | Pancho Gonzales 8-6                           | Pancho Segura                                                              | Frank Sedgman Ken Rosewall |                     |
| 2 giugno  | Bakersfield Pro Championships 1958 Bakersfield, USA Cemento Singolare - Doppio            | Ken Rosewall Pancho Gonzales 8-4              | Pancho Segura Frank Sedgman                                                | Frank Sedgman Ken Rosewall |                     |
| 2 giugno  | Torneo di Cheltenham 1958 Cheltenham, Gran Bretagna Singolare - Doppio                    | Alan Mills 6-4 6-3                            | Ivo Ribeiro                                                                |                            |                     |
| 2 giugno  | Torneo di Cheltenham 1958 Cheltenham, Gran Bretagna Singolare - Doppio                    |                                               |                                                                            |                            |                     |
| 2 giugno  | Western Australian Hard Court Championships 1958 Kalgoorlie, Australia Singolare - Doppio | Dawson C. Hamilton 6-3 6-1 6-4                | Douglas Napier                                                             |                            |                     |
| 2 giugno  | Western Australian Hard Court Championships 1958 Kalgoorlie, Australia Singolare - Doppio |                                               |                                                                            |                            |                     |
| 2 giugno  | Barnes 1958 Lowther, Gran Bretagna Singolare - Doppio                                     | Lennart Ploughmann 6-0 5-7 6-3                | Norman Kitovitz                                                            |                            |                     |
| 2 giugno  | Barnes 1958 Lowther, Gran Bretagna Singolare - Doppio                                     |                                               |                                                                            |                            |                     |
| 2 giugno  | Northumberland Championships 1958 Newcastle, Gran Bretagna Singolare - Doppio             | Mervyn Rose 4-6 6-3 6-2                       | Warren Woodcock                                                            |                            |                     |
| 2 giugno  | Northumberland Championships 1958 Newcastle, Gran Bretagna Singolare - Doppio             |                                               |                                                                            |                            |                     |
| 2 giugno  | Torneo di Lytham St Annes 1958 Lytham St Annes, Gran Bretagna Singolare - Doppio          | Carlos Fernandes 6-4 6-1                      | Ronald Winston Barnes                                                      |                            |                     |
| 2 giugno  | Torneo di Lytham St Annes 1958 Lytham St Annes, Gran Bretagna Singolare - Doppio          |                                               |                                                                            |                            |                     |
| 2 giugno  | Surrey Championships 1958 Surbiton, Gran Bretagna Singolare - Doppio                      | Roger Becker 4-6 6-2 6-2                      | Mike Davies                                                                |                            |                     |
| 2 giugno  | Surrey Championships 1958 Surbiton, Gran Bretagna Singolare - Doppio                      |                                               |                                                                            |                            |                     |
| 2 giugno  | Torneo di Sutton Coldfield 1958 Sutton, Gran Bretagna Singolare - Doppio                  | Lew Gerrard 3-6 6-4 8-6                       | John Hurry                                                                 |                            |                     |
| 2 giugno  | Torneo di Sutton Coldfield 1958 Sutton, Gran Bretagna Singolare - Doppio                  |                                               |                                                                            |                            |                     |
| 2 giugno  | Tulsa Clay Court Championships 1958 Tulsa, USA Singolare - Doppio                         | Sam Giammalva 2-6 6-4 9-7 7-5                 | Bernard Tut Bartzen                                                        |                            |                     |
| 2 giugno  | Tulsa Clay Court Championships 1958 Tulsa, USA Singolare - Doppio                         |                                               |                                                                            |                            |                     |
| 3 giugno  | Palo Alto Pro Championships 1958 Palo Alto, USA Cemento Singolare                         | Pancho Gonzales 8-6                           | Frank Sedgman                                                              | Ken Rosewall Pancho Segura |                     |
| 5 giugno  | Alaska Pro Indoor Championships 1958 Anchorage, USA Singolare - Doppio                    | Pancho Segura 4-6 6-4 6-0                     | Tony Trabert                                                               | Jack Kramer Don Budge      |                     |
| 5 giugno  | Alaska Pro Indoor Championships 1958 Anchorage, USA Singolare - Doppio                    | Jack Kramer Don Budge 8-4                     | Tony Trabert Pancho Segura                                                 | Jack Kramer Don Budge      |                     |
| 8 giugno  | Brooklyn Championships 1958 Brooklyn, USA Singolare - Doppio                              | Dick Savitt 6-0 6-2 6-3                       | Sidney Schwartz                                                            |                            |                     |
| 8 giugno  | Brooklyn Championships 1958 Brooklyn, USA Singolare - Doppio                              |                                               |                                                                            |                            |                     |
| 8 giugno  | Blue and Gray Invitation 1958 Montgomery, USA Singolare - Doppio                          | Gustavo Palafox 6-4 6-1 3-6 2-6 6-4           | Ron Holmberg                                                               |                            |                     |
| 8 giugno  | Blue and Gray Invitation 1958 Montgomery, USA Singolare - Doppio                          |                                               |                                                                            |                            |                     |
| 8 giugno  | Norwegian International Championships 1958 Oslo, Norvegia Singolare - Doppio              | Budge Patty 6-3 2-6 1-6 1715 6-4              | Jaroslav Drobný                                                            |                            |                     |
| 8 giugno  | Norwegian International Championships 1958 Oslo, Norvegia Singolare - Doppio              |                                               |                                                                            |                            |                     |
| 14 giugno | North of England Championships 1958 Scarborough, Gran Bretagna Singolare - Doppio         | Ashley Cooper 4-6 7-5 10-12 6-1 14-12         | Mervyn Rose                                                                |                            |                     |
| 14 giugno | North of England Championships 1958 Scarborough, Gran Bretagna Singolare - Doppio         |                                               |                                                                            |                            |                     |
| 15 giugno | Kent Championships 1958 Beckenham, Gran Bretagna Singolare - Doppio                       | Neale Fraser 6-4 6-4                          | Kurt Nielsen                                                               |                            |                     |
| 15 giugno | Kent Championships 1958 Beckenham, Gran Bretagna Singolare - Doppio                       |                                               |                                                                            |                            |                     |
| 15 giugno | West of England Championships 1958 Bristol, Gran Bretagna Singolare - Doppio              | Mike Davies 6-1 6-4 7-9 6-4                   | Ramanathan Krishnan                                                        |                            |                     |
| 15 giugno | West of England Championships 1958 Bristol, Gran Bretagna Singolare - Doppio              |                                               |                                                                            |                            |                     |
| 15 giugno | Frankfurt International 1958 Francoforte sul Meno, Germania Singolare - Doppio            | Nicola Pietrangeli 1-6 1-6 6-4 6-2 6-0        | Mario Llamas                                                               |                            |                     |
| 15 giugno | Frankfurt International 1958 Francoforte sul Meno, Germania Singolare - Doppio            |                                               |                                                                            |                            |                     |
| 15 giugno | Southern Championships 1958 Memphis, USA Singolare - Doppio                               | Gustavo Palafox 6-2 3-6 6-2 3-6 6-2           | Frank Willett                                                              |                            |                     |
| 15 giugno | Southern Championships 1958 Memphis, USA Singolare - Doppio                               |                                               |                                                                            |                            |                     |
| 15 giugno | Triple A Championships 1958 Saint Louis, USA Singolare - Doppio                           | Bernard Tut Bartzen                           | Hamilton Richardson                                                        |                            |                     |
| 15 giugno | Triple A Championships 1958 Saint Louis, USA Singolare - Doppio                           |                                               |                                                                            |                            |                     |
| 16 giugno | Victorian Hard Court Championships 1958 Melbourne, Australia Singolare - Doppio           | Anthony J. Ryan 6-4 4-6 6-4                   | John Fraser                                                                |                            |                     |
| 16 giugno | Victorian Hard Court Championships 1958 Melbourne, Australia Singolare - Doppio           |                                               |                                                                            |                            |                     |
| 16 giugno | Southern Downs Championships 1958 Warwick, Australia Singolare - Doppio                   | Neil Gibson 6-2 1-6 6-3                       | Trevor Fancutt                                                             |                            |                     |
| 16 giugno | Southern Downs Championships 1958 Warwick, Australia Singolare - Doppio                   |                                               |                                                                            |                            |                     |
| 21 giugno | National Collegiate Championships 1958 Annapolis, USA Singolare - Doppio                  | Alex Olmedo 6-3 3-6 6-4 6-1                   | Jon Douglas                                                                |                            |                     |
| 21 giugno | National Collegiate Championships 1958 Annapolis, USA Singolare - Doppio                  |                                               |                                                                            |                            |                     |
| 21 giugno | New Jersey State Championships 1958 Arlington, USA Singolare - Doppio                     | George Ball 10-8 9-7                          | Laurence Schaffer                                                          |                            |                     |
| 21 giugno | New Jersey State Championships 1958 Arlington, USA Singolare - Doppio                     |                                               |                                                                            |                            |                     |
| 21 giugno | Southwestern Championships 1958 Little Rock, USA Singolare - Doppio                       | Bernard Tut Bartzen 6-3 7-5                   | Sam Giammalva                                                              |                            |                     |
| 21 giugno | Southwestern Championships 1958 Little Rock, USA Singolare - Doppio                       |                                               |                                                                            |                            |                     |
| 21 giugno | Queen's Club Championships 1958 Londra, Gran Bretagna Singolare - Doppio                  | Malcolm Anderson 1-6 11-9 6-3                 | Bob Mark                                                                   |                            |                     |
| 21 giugno | Queen's Club Championships 1958 Londra, Gran Bretagna Singolare - Doppio                  |                                               |                                                                            |                            |                     |
| 24 giugno | Tournament of Champions 1958 Forest Hills, USA Erba Singolare - Doppio                    | Pancho Gonzales Round Robin                   | Ken Rosewall Pancho Segura Rex Hartwig Tony Trabert Lew Hoad Frank Sedgman |                            |                     |
| 24 giugno | Tournament of Champions 1958 Forest Hills, USA Erba Singolare - Doppio                    | Pancho Gonzales Ken Rosewall Round Robin      | Frank Sedgman Tony Trabert                                                 |                            |                     |
| 29 giugno | Missouri Valley Championships 1958 Kansas City, USA Singolare - Doppio                    | Joaquín Reyes 6-2 6-3                         | Alex Olmedo                                                                |                            |                     |
| 29 giugno | Missouri Valley Championships 1958 Kansas City, USA Singolare - Doppio                    |                                               |                                                                            |                            |                     |
| 29 giugno | Tennessee Valley Championships 1958 Chattanooga, USA Singolare - Doppio                   | Grant Golden 6-0 6-2 6-0                      | Gerald Moss                                                                |                            |                     |
| 29 giugno | Tennessee Valley Championships 1958 Chattanooga, USA Singolare - Doppio                   |                                               |                                                                            |                            |                     |
| 29 giugno | Eastern Clay Court Championships 1958 Hackensack, USA Singolare - Doppio                  | Sidney Schwartz 6-1 6-2 6-4                   | Bernard Tut Bartzen                                                        |                            |                     |
| 29 giugno | Eastern Clay Court Championships 1958 Hackensack, USA Singolare - Doppio                  |                                               |                                                                            |                            |                     |

### Luglio
| Settimana | Torneo                                                                                | Vincitore                                 | Finalista                                                                    | Semifinalisti | Eliminati ai quarti |
| --------- | ------------------------------------------------------------------------------------- | ----------------------------------------- | ---------------------------------------------------------------------------- | ------------- | ------------------- |
| 5 luglio  | Torneo di Wimbledon 1958 Londra, Gran Bretagna Singolare - Doppio                     | Ashley Cooper 3-6 6-3 6-4 13-11           | Neale Fraser                                                                 |               |                     |
| 5 luglio  | Torneo di Wimbledon 1958 Londra, Gran Bretagna Singolare - Doppio                     | Sven Davidson Ulf Schmidt 6-4, 6-4, 8-6   | Ashley Cooper Neale Fraser                                                   |               |                     |
| 6 luglio  | Torneo di Bruxelles 1958 Bruxelles, Belgio Singolare - Doppio                         | Bob Perry 6-2 6-4                         | Antal Jancso                                                                 |               |                     |
| 6 luglio  | Torneo di Bruxelles 1958 Bruxelles, Belgio Singolare - Doppio                         |                                           |                                                                              |               |                     |
| 6 luglio  | Torneo di Caboolture 1958 Caboolture, Australia Singolare - Doppio                    | Neil Gibson 6-1 6-2                       | Trevor Fancutt                                                               |               |                     |
| 6 luglio  | Torneo di Caboolture 1958 Caboolture, Australia Singolare - Doppio                    |                                           |                                                                              |               |                     |
| 6 luglio  | Tri-State Championships 1958 Cincinnati, USA Singolare - Doppio                       | Bernard Tut Bartzen 7-5 6-3 6-2           | Sam Giammalva                                                                |               |                     |
| 6 luglio  | Tri-State Championships 1958 Cincinnati, USA Singolare - Doppio                       | Bernard Bartzen Grant Golden 6-3, 6-4     | Sam Giammalva Alex Olmedo                                                    |               |                     |
| 6 luglio  | New York State Clay Court Championships 1958 New York, USA Singolare - Doppio         | Ubert Vincent 6-1 8-6 6-2                 | Sidney Schwartz                                                              |               |                     |
| 6 luglio  | New York State Clay Court Championships 1958 New York, USA Singolare - Doppio         |                                           |                                                                              |               |                     |
| 6 luglio  | Masters Pro Championships 1958 Los Angeles, USA Cemento Singolare - Doppio            | Pancho Segura Round Robin                 | Pancho Gonzales Ken Rosewall Frank Sedgman Tony Trabert Rex Hartwig Lew Hoad |               |                     |
| 6 luglio  | Masters Pro Championships 1958 Los Angeles, USA Cemento Singolare - Doppio            | Lew Hoad Rex Hartwig Round Robin          | Frank Sedgman Tony Trabert Pancho Gonzales Ken Rosewall                      |               |                     |
| 12 luglio | East of England Championships 1958 Felixstowe, Gran Bretagna Singolare - Doppio       | Jan Leschly 6-0 6-0                       | Claus Storm Pallesen                                                         |               |                     |
| 12 luglio | East of England Championships 1958 Felixstowe, Gran Bretagna Singolare - Doppio       |                                           |                                                                              |               |                     |
| 12 luglio | Nottinghamshire Championships 1958 Nottingham, Gran Bretagna Singolare - Doppio       | Pierre Darmon 6-4 6-2                     | Paul Remy                                                                    |               |                     |
| 12 luglio | Nottinghamshire Championships 1958 Nottingham, Gran Bretagna Singolare - Doppio       |                                           |                                                                              |               |                     |
| 13 luglio | Beerschot International 1958 Anversa, Belgio Singolare - Doppio                       | Budge Patty 6-1 6-3                       | Jaroslav Drobný                                                              |               |                     |
| 13 luglio | Beerschot International 1958 Anversa, Belgio Singolare - Doppio                       |                                           |                                                                              |               |                     |
| 13 luglio | Swedish International Hard Court Championships 1958 Båstad, Svezia Singolare - Doppio | Ashley Cooper 9-11 2-6 6-3 6-4 6-3        | Mervyn Rose                                                                  |               |                     |
| 13 luglio | Swedish International Hard Court Championships 1958 Båstad, Svezia Singolare - Doppio |                                           |                                                                              |               |                     |
| 13 luglio | Irish Championships 1958 Dublino, Irlanda Singolare - Doppio                          | Mike Davies Neale Fraser titolo condiviso |                                                                              |               |                     |
| 13 luglio | Irish Championships 1958 Dublino, Irlanda Singolare - Doppio                          |                                           |                                                                              |               |                     |
| 13 luglio | Western Championships 1958 Indianapolis, USA Singolare - Doppio                       | Alex Olmedo 1-6 8-6 6-0                   | Bernard Tut Bartzen                                                          |               |                     |
| 13 luglio | Western Championships 1958 Indianapolis, USA Singolare - Doppio                       |                                           |                                                                              |               |                     |
| 19 luglio | Torneo di Hoylake & West Kirby 1958 Hoylake, Gran Bretagna Singolare - Doppio         | Lyo Pimental 10-8 6-2                     | Roy K. Stilwell                                                              |               |                     |
| 19 luglio | Torneo di Hoylake & West Kirby 1958 Hoylake, Gran Bretagna Singolare - Doppio         |                                           |                                                                              |               |                     |
| 20 luglio | Hungarian International Championships 1958 Budapest, Ungheria Singolare - Doppio      | Neale Fraser 5-7 6-4 6-4 4-6 8-6          | István Gulyás                                                                |               |                     |
| 20 luglio | Hungarian International Championships 1958 Budapest, Ungheria Singolare - Doppio      |                                           |                                                                              |               |                     |
| 20 luglio | Düsseldorf Championships 1958 Düsseldorf, Germania Singolare - Doppio                 | Ashley Cooper 5-7 6-2 6-4 8-6             | Luis Ayala                                                                   |               |                     |
| 20 luglio | Düsseldorf Championships 1958 Düsseldorf, Germania Singolare - Doppio                 |                                           |                                                                              |               |                     |
| 20 luglio | Essex Championships 1958 Frinton, Gran Bretagna Singolare - Doppio                    | Malcolm Anderson 6-1 7-5                  | Carlos Fernandes                                                             |               |                     |
| 20 luglio | Essex Championships 1958 Frinton, Gran Bretagna Singolare - Doppio                    |                                           |                                                                              |               |                     |
| 20 luglio | U.S. Men's Clay Court Championships 1958 Illinois, USA Singolare - Doppio             | Bernard Tut Bartzen 3-6 7-5 6-2 6-2       | Sam Giammalva                                                                |               |                     |
| 20 luglio | U.S. Men's Clay Court Championships 1958 Illinois, USA Singolare - Doppio             | Samuel Giamalva Barry MacKay              |                                                                              |               |                     |
| 20 luglio | South Queensland Championships 1958 Ipswich, Australia Singolare - Doppio             | Trevor Fancutt 4-6 6-1 6-4                | Neil Gibson                                                                  |               |                     |
| 20 luglio | South Queensland Championships 1958 Ipswich, Australia Singolare - Doppio             |                                           |                                                                              |               |                     |
| 20 luglio | Welsh Championships 1958 Newport, Gran Bretagna Singolare - Doppio                    | Roger Becker 6-4 6-4                      | Alan Mills                                                                   |               |                     |
| 20 luglio | Welsh Championships 1958 Newport, Gran Bretagna Singolare - Doppio                    |                                           |                                                                              |               |                     |
| 20 luglio | Torneo di Travemünde 1958 Travemünde, Germania Singolare - Doppio                     | Mervyn Rose 7-5 6-1                       | Sven Davidson                                                                |               |                     |
| 20 luglio | Torneo di Travemünde 1958 Travemünde, Germania Singolare - Doppio                     |                                           |                                                                              |               |                     |
| 27 luglio | Colonel Kuntz Cup 1958 Deauville, Francia Singolare - Doppio                          | Mervyn Rose 2-6 3-6 7-5 7-5 6-1           | Robert Haillet                                                               |               |                     |
| 27 luglio | Colonel Kuntz Cup 1958 Deauville, Francia Singolare - Doppio                          |                                           |                                                                              |               |                     |
| 27 luglio | Swiss International Championships 1958 Gstaad, Svizzera Singolare - Doppio            | Ashley Cooper 2-6 3-6 7-5 6-4 6-3         | Neale Fraser                                                                 |               |                     |
| 27 luglio | Swiss International Championships 1958 Gstaad, Svizzera Singolare - Doppio            |                                           |                                                                              |               |                     |
| 27 luglio | Pennsylvania Lawn Tennis Championship 1958 Haverford, USA Singolare - Doppio          | Barry MacKay 6-8 6-4 4-6 6-3 14-12        | Alex Olmedo                                                                  |               |                     |
| 27 luglio | Pennsylvania Lawn Tennis Championship 1958 Haverford, USA Singolare - Doppio          |                                           |                                                                              |               |                     |

### Agosto
| Settimana | Torneo                                                                                          | Vincitore                                  | Finalista                 | Semifinalisti          | Eliminati ai quarti                                          |
| --------- | ----------------------------------------------------------------------------------------------- | ------------------------------------------ | ------------------------- | ---------------------- | ------------------------------------------------------------ |
| 2 agosto  | Denver City Championships 1958 Denver, USA Singolare - Doppio                                   | Barry MacKay 10-8 6-3                      | Herbert Flam              |                        |                                                              |
| 2 agosto  | Denver City Championships 1958 Denver, USA Singolare - Doppio                                   |                                            |                           |                        |                                                              |
| 2 agosto  | Southampton Invitation 1958 Southampton, USA Singolare - Doppio                                 | Hamilton Richardson 6-4 4-6 6-3 6-1        | Sam Giammalva             |                        |                                                              |
| 2 agosto  | Southampton Invitation 1958 Southampton, USA Singolare - Doppio                                 |                                            |                           |                        |                                                              |
| 2 agosto  | Canadian Championships 1958 Vancouver, Canada Singolare - Doppio                                | Robert Bedard 6-0 6-3 6-3                  | Whitney Reed              |                        |                                                              |
| 2 agosto  | Canadian Championships 1958 Vancouver, Canada Singolare - Doppio                                | Bob Howe Whitney Reed 9-7, 7-5, 6-4        | Robert Bédard Don Fontana |                        |                                                              |
| 9 agosto  | White City Invitational 1958 Sydney, Australia Singolare - Doppio                               | Graham Lovett 6-3 6-3                      | Bob Hewitt                |                        |                                                              |
| 9 agosto  | White City Invitational 1958 Sydney, Australia Singolare - Doppio                               |                                            |                           |                        |                                                              |
| 10 agosto | British Pro Championships 1958 Eastbourne, Gran Bretagna Singolare - Doppio                     | George Worthington 6-0 6-2 8-6             | Bill Moss                 |                        |                                                              |
| 10 agosto | British Pro Championships 1958 Eastbourne, Gran Bretagna Singolare - Doppio                     | George Worthington Bill Moss 6-3 6-1 6-3   | G. Bradley M. Evans       |                        |                                                              |
| 10 agosto | German Championships 1958 Amburgo, Germania Singolare - Doppio                                  | Sven Davidson 5-7 6-4 0-6 9-7 6-3          | Jacques Brichant          |                        |                                                              |
| 10 agosto | German Championships 1958 Amburgo, Germania Singolare - Doppio                                  |                                            |                           |                        |                                                              |
| 10 agosto | Eastern Grass Court Championships 1958 South Orange, USA Singolare - Doppio                     | Malcolm Anderson 6-3 6-4 6-8 1315 6-4      | Hamilton Richardson       |                        |                                                              |
| 10 agosto | Eastern Grass Court Championships 1958 South Orange, USA Singolare - Doppio                     |                                            |                           |                        |                                                              |
| 16 agosto | Slazenger Pro Championships 1958 Scarborough, Gran Bretagna Singolare - Doppio                  | Ken Rosewall 6-0 6-2 6-8 2-6 7-5           | Tony Trabert              | Lew Hoad Pancho Segura | Peter Cawthorn Jack Arkinstall Pat Molloy George Worthington |
| 16 agosto | Slazenger Pro Championships 1958 Scarborough, Gran Bretagna Singolare - Doppio                  | Tony Trabert Pancho Segura 6-2 1-6 6-3 6-4 | Ken Rosewall Lew Hoad     | Lew Hoad Pancho Segura | Peter Cawthorn Jack Arkinstall Pat Molloy George Worthington |
| 17 agosto | Bavarian Championships 1958 Monaco di Baviera, Germania Singolare - Doppio                      | Orlando Sirola 3-6 7-5 1-6 11-9 6-4        | Luis Ayala                |                        |                                                              |
| 17 agosto | Bavarian Championships 1958 Monaco di Baviera, Germania Singolare - Doppio                      |                                            |                           |                        |                                                              |
| 17 agosto | Newport Casino Trophy 1958 Newport, USA Singolare - Doppio                                      | Malcolm Anderson 6-4 7-5 7-5               | Ashley Cooper             |                        |                                                              |
| 17 agosto | Newport Casino Trophy 1958 Newport, USA Singolare - Doppio                                      |                                            |                           |                        |                                                              |
| 17 agosto | St Moritz Palace Hotel 1958 St Moritz, Svizzera Singolare - Doppio                              | Gustavo Palafox 9-7 6-0                    | Rafael Osuna              |                        |                                                              |
| 17 agosto | St Moritz Palace Hotel 1958 St Moritz, Svizzera Singolare - Doppio                              |                                            |                           |                        |                                                              |
| 17 agosto | Torneo di Cranleigh 1958 Cranleigh, Gran Bretagna Singolare - Doppio                            | Mike Sangster 6-4 8-6                      | Alan Mills                |                        |                                                              |
| 17 agosto | Torneo di Cranleigh 1958 Cranleigh, Gran Bretagna Singolare - Doppio                            |                                            |                           |                        |                                                              |
| 23 agosto | Torneo di Exmouth 1958 Exmouth, Gran Bretagna Singolare - Doppio                                | Mike Sangster 6-3 9-7                      | Peter Moys                |                        |                                                              |
| 23 agosto | Torneo di Exmouth 1958 Exmouth, Gran Bretagna Singolare - Doppio                                |                                            |                           |                        |                                                              |
| 25 agosto | Istanbul International Championships 1958 Istanbul, Turchia Singolare - Doppio                  | Luis Ayala 6-2 6-3 6-4                     | Francisco Contreras       |                        |                                                              |
| 25 agosto | Istanbul International Championships 1958 Istanbul, Turchia Singolare - Doppio                  |                                            |                           |                        |                                                              |
| 25 agosto | Alpenland Championships 1958 Kitzbühel, Austria Singolare - Doppio                              | Jacques Brichant 4-6 6-3 6-3               | Budge Patty               |                        |                                                              |
| 25 agosto | Alpenland Championships 1958 Kitzbühel, Austria Singolare - Doppio                              |                                            |                           |                        |                                                              |
| 31 agosto | Austrian International Championships 1958 Pörtschach am Wörther See, Austria Singolare - Doppio | Jaroslav Drobný 6-3 3-6 6-3 6-4            | Ramanathan Krishnan       |                        |                                                              |
| 31 agosto | Austrian International Championships 1958 Pörtschach am Wörther See, Austria Singolare - Doppio |                                            |                           |                        |                                                              |

### Settembre
| Settimana    | Torneo                                                                                       | Vincitore                                          | Finalista                    | Semifinalisti                 | Eliminati ai quarti                                |
| ------------ | -------------------------------------------------------------------------------------------- | -------------------------------------------------- | ---------------------------- | ----------------------------- | -------------------------------------------------- |
| 1º settembre | Sydney Metropolitan Hard Court Championships 1958 Sydney, Australia Singolare - Doppio       | Graham Lovett 6-4 6-1                              | Bob Hewitt                   |                               |                                                    |
| 1º settembre | Sydney Metropolitan Hard Court Championships 1958 Sydney, Australia Singolare - Doppio       |                                                    |                              |                               |                                                    |
| 7 settembre  | Torneo di Baden-Baden 1958 Baden Baden, Germania Singolare - Doppio                          | Sven Davidson 6-2 6-2                              | Jacques Brichant             |                               |                                                    |
| 7 settembre  | Torneo di Baden-Baden 1958 Baden Baden, Germania Singolare - Doppio                          |                                                    |                              |                               |                                                    |
| 8 settembre  | Perth Amboy Invitation 1958 Perth Amboy, USA Singolare - Doppio                              | Eddie Moylan 3-6 6-0 6-1                           | William Quillan              |                               |                                                    |
| 8 settembre  | Perth Amboy Invitation 1958 Perth Amboy, USA Singolare - Doppio                              |                                                    |                              |                               |                                                    |
| 8 settembre  | U.S. National Championships 1958 New York, USA Singolare - Doppio                            | Ashley Cooper 6-2 3-6 4-6 10-8 8-6                 | Malcolm Anderson             |                               |                                                    |
| 8 settembre  | U.S. National Championships 1958 New York, USA Singolare - Doppio                            | Alex Olmedo Hamilton Richardson 3-6, 6-3, 6-4, 6-4 | Sam Giammalva Barry MacKay   |                               |                                                    |
| 14 settembre | South of England Championships 1958 Eastbourne, Gran Bretagna Singolare - Doppio             | Roger Becker 6-3 4-6 6-1                           | Reg Bennett                  |                               |                                                    |
| 14 settembre | South of England Championships 1958 Eastbourne, Gran Bretagna Singolare - Doppio             |                                                    |                              |                               |                                                    |
| 16 settembre | French Pro Closed Championships 1958 Parigi, Francia Singolare - Doppio                      | Jacques Iemetti 3-6 6-4 6-3 6-1                    | Robert Colin                 |                               |                                                    |
| 16 settembre | French Pro Closed Championships 1958 Parigi, Francia Singolare - Doppio                      |                                                    |                              |                               |                                                    |
| 20 settembre | World Pro Hard Court Championships 1958 Parigi, Francia Terra rossa Singolare - Doppio       | Ken Rosewall 6-2 2-6 6-2 6-1                       | Lew Hoad                     | Frank Sedgman Pancho Gonzales | Pancho Segura Paul Remy Jack Kramer Tony Trabert   |
| 20 settembre | World Pro Hard Court Championships 1958 Parigi, Francia Terra rossa Singolare - Doppio       | Lew Hoad Tony Trabert 6-4 2-6 6-1                  | Ken Rosewall Pancho Gonzales | Frank Sedgman Pancho Gonzales | Pancho Segura Paul Remy Jack Kramer Tony Trabert   |
| 21 settembre | Pacific Southwest Championships 1958 Los Angeles, USA Singolare - Doppio                     | Hamilton Richardson 7-5 6-2 4-6 9-7                | Alex Olmedo                  |                               |                                                    |
| 21 settembre | Pacific Southwest Championships 1958 Los Angeles, USA Singolare - Doppio                     |                                                    |                              |                               |                                                    |
| 27 settembre | London Pro Indoor Championships 1958 Londra, Gran Bretagna Parquet indoor Singolare - Doppio | Frank Sedgman 6-4 6-3 6-4                          | Tony Trabert                 | Pancho Gonzales Ken Rosewall  | Peter Cawthorn Bill Moss Pancho Segura Jack Kramer |
| 27 settembre | London Pro Indoor Championships 1958 Londra, Gran Bretagna Parquet indoor Singolare - Doppio | Pancho Gonzales Ken Rosewall 6-3 6-2 6-3           | Jack Kramer Pancho Segura    | Pancho Gonzales Ken Rosewall  | Peter Cawthorn Bill Moss Pancho Segura Jack Kramer |
| 28 settembre | Pacific Coast Championships 1958 Berkeley, USA Singolare                                     | Budge Patty 6-4 7-5 13-15 6-2                      | Mike Davies                  |                               |                                                    |
| 28 settembre | Coupe Porée 1958 Parigi, Francia Singolare - Doppio                                          | Jacques Brichant 7-5 6-2 6-1                       | Ladislav Legenstein          |                               |                                                    |
| 28 settembre | Coupe Porée 1958 Parigi, Francia Singolare - Doppio                                          |                                                    |                              |                               |                                                    |
| 28 settembre | Swiss Closed Pro Championships 1958 Lucerna, Svizzera Singolare - Doppio                     | Hans Huonder 6-0 6-4 6-0                           | Krahenbuhl                   |                               |                                                    |
| 28 settembre | Swiss Closed Pro Championships 1958 Lucerna, Svizzera Singolare - Doppio                     |                                                    |                              |                               |                                                    |

### Ottobre
| Settimana  | Torneo                                                                                      | Vincitore                             | Finalista                  | Semifinalisti | Eliminati ai quarti |
| ---------- | ------------------------------------------------------------------------------------------- | ------------------------------------- | -------------------------- | ------------- | ------------------- |
| ottobre    | Florida Closed Championships 1958 Delray Beach, USA Singolare - Doppio                      | Jerry Moss 1-6 6-3 3-6 6-1 6-2        | John Skogstad              |               |                     |
| ottobre    | Florida Closed Championships 1958 Delray Beach, USA Singolare - Doppio                      |                                       |                            |               |                     |
| 4 ottobre  | Campionati italiani assoluti di tennis 1958 Bologna, Italia Singolare - Doppio              | Nicola Pietrangeli 7-5 9-7 7-5        | Orlando Sirola             |               |                     |
| 4 ottobre  | Campionati italiani assoluti di tennis 1958 Bologna, Italia Singolare - Doppio              |                                       |                            |               |                     |
| 5 ottobre  | Glen Iris Invitational 1958 Melbourne, Australia Singolare - Doppio                         | John Fraser 6-8 6-3 6-4               | Brian Tobin                |               |                     |
| 5 ottobre  | Glen Iris Invitational 1958 Melbourne, Australia Singolare - Doppio                         |                                       |                            |               |                     |
| 6 ottobre  | ACT Championships 1958 Canberra, Australia Singolare - Doppio                               | Roy Emerson 6-1 10-8                  | Andrés Gimeno              |               |                     |
| 6 ottobre  | ACT Championships 1958 Canberra, Australia Singolare - Doppio                               |                                       |                            |               |                     |
| 10 ottobre | Southern Pro Championships 1958 Tuscaloosa, USA Singolare - Doppio                          | Armando Vieira 3-6 6-4 6-1            | Jack Rodgers               |               |                     |
| 10 ottobre | Southern Pro Championships 1958 Tuscaloosa, USA Singolare - Doppio                          | Jason Morton Jack Rodgers 6-3 3-6 6-4 | Chuck Evert Jerry Evert    |               |                     |
| 12 ottobre | Pan American International Championships 1958 Città del Messico, Messico Singolare - Doppio | Mario Llamas 1-6 6-3 6-4 6-2          | Francisco Contreras        |               |                     |
| 12 ottobre | Pan American International Championships 1958 Città del Messico, Messico Singolare - Doppio |                                       |                            |               |                     |
| 12 ottobre | French Closed Championships 1958 Parigi, Francia Singolare - Doppio                         | Robert Haillet 6-3 6-2 6-4            | Pierre Darmon              |               |                     |
| 12 ottobre | French Closed Championships 1958 Parigi, Francia Singolare - Doppio                         |                                       |                            |               |                     |
| 13 ottobre | South Coast Championships 1958 Southport, Australia Singolare - Doppio                      | Rod Laver 7-9 6-3 6-4                 | Neil Gibson                |               |                     |
| 13 ottobre | South Coast Championships 1958 Southport, Australia Singolare - Doppio                      |                                       |                            |               |                     |
| 17 ottobre | Swedish Pro Championships 1958 Stoccolma, Svezia Singolare - Doppio                         | Tony Trabert 6-4 6-2                  | Pancho Gonzales            |               |                     |
| 17 ottobre | Swedish Pro Championships 1958 Stoccolma, Svezia Singolare - Doppio                         | Pancho Gonzales Ken Rosewall 9-7 8-6  | Pancho Segura Tony Trabert |               |                     |
| 19 ottobre | Sydney Metropolitan Grass Court Championships 1958 Sydney, Australia Singolare - Doppio     | Ashley Cooper 6-3 2-6 6-3             | Neale Fraser               |               |                     |
| 19 ottobre | Sydney Metropolitan Grass Court Championships 1958 Sydney, Australia Singolare - Doppio     |                                       |                            |               |                     |
| 19 ottobre | Queensland Hard Court Championships 1958 Toowoomba, Australia Singolare - Doppio            | Malcolm Anderson 6-3 6-2              | Trevor Fancutt             |               |                     |
| 19 ottobre | Queensland Hard Court Championships 1958 Toowoomba, Australia Singolare - Doppio            |                                       |                            |               |                     |
| 25 ottobre | Balboa Bay Club Invitation 1958 Newport Beach, USA Singolare - Doppio                       | Herbert Flam                          | Whitney Reed               |               |                     |
| 25 ottobre | Balboa Bay Club Invitation 1958 Newport Beach, USA Singolare - Doppio                       |                                       |                            |               |                     |

### Novembre
| Settimana   | Torneo                                                                                  | Vincitore                         | Finalista               | Semifinalisti                 | Eliminati ai quarti                                        |
| ----------- | --------------------------------------------------------------------------------------- | --------------------------------- | ----------------------- | ----------------------------- | ---------------------------------------------------------- |
| 1º novembre | Madrid Pro Championships 1958 Madrid, Spagna Singolare                                  | Ken Rosewall 6-3 2-6 10-8         | Tony Trabert            | Pancho Gonzales Pancho Segura |                                                            |
| 2 novembre  | Queensland Championships 1958 Brisbane, Australia Singolare - Doppio                    | Ashley Cooper 6-3 1-6 6-1 6-4     | Malcolm Anderson        |                               |                                                            |
| 2 novembre  | Queensland Championships 1958 Brisbane, Australia Singolare - Doppio                    |                                   |                         |                               |                                                            |
| 9 novembre  | Palace Hotel Covered Court Championships 1958 Torquay, Gran Bretagna Singolare - Doppio | Bobby Wilson 6-4 6-4              | Alan Mills              |                               |                                                            |
| 9 novembre  | Palace Hotel Covered Court Championships 1958 Torquay, Gran Bretagna Singolare - Doppio |                                   |                         |                               |                                                            |
| 11 novembre | Coupe Albert Canet 1958 Parigi, Francia Singolare - Doppio                              | Jaroslav Drobný 9-7 2-6 6-4 6-4   | Jacques Brichant        |                               |                                                            |
| 11 novembre | Coupe Albert Canet 1958 Parigi, Francia Singolare - Doppio                              |                                   |                         |                               |                                                            |
| 12 novembre | Japanese Championships 1958 Tokyo, Giappone Singolare - Doppio                          | Hamilton Richardson 6-2 6-1 6-1   | Alex Olmedo             |                               |                                                            |
| 12 novembre | Japanese Championships 1958 Tokyo, Giappone Singolare - Doppio                          |                                   |                         |                               |                                                            |
| 16 novembre | South Australian Championships 1958 Adelaide, Australia Singolare - Doppio              | Roy Emerson 3-6, 12-10, 10-8, 6-2 | Malcolm Anderson        | Erik Lundquist Uffe Schmidt   | Ashley Cooper Nicola Pietrangeli Neale Fraser Ken Fletcher |
| 16 novembre | South Australian Championships 1958 Adelaide, Australia Singolare - Doppio              |                                   |                         | Erik Lundquist Uffe Schmidt   | Ashley Cooper Nicola Pietrangeli Neale Fraser Ken Fletcher |
| 23 novembre | Charlie Farrell Invitation 1958 Palm Springs, USA Singolare - Doppio                    | Herbert Flam                      | Noel Brown              |                               |                                                            |
| 23 novembre | Charlie Farrell Invitation 1958 Palm Springs, USA Singolare - Doppio                    |                                   |                         |                               |                                                            |
| 28 novembre | Perth Spring Tournament 1958 Perth, Australia Singolare - Doppio                        | Strang 8-6 6-1 6-3                | Watson                  |                               |                                                            |
| 28 novembre | Perth Spring Tournament 1958 Perth, Australia Singolare - Doppio                        |                                   |                         |                               |                                                            |
| 28 novembre | New South Wales Championships 1958 Sydney, Australia Singolare - Doppio                 | Ashley Cooper 6-0, 6-1, 7-9, 6-2  | Earl Buchholz           | Andrés Gimeno Roy Emerson     | Rod Laver Martin Mulligan Alex Olmedo Bob Mark             |
| 28 novembre | New South Wales Championships 1958 Sydney, Australia Singolare - Doppio                 | Neale Fraser Malcolm Anderson     | Ashley Cooper Rod Laver | Andrés Gimeno Roy Emerson     | Rod Laver Martin Mulligan Alex Olmedo Bob Mark             |

### Dicembre
| Settimana   | Torneo                                                                                | Vincitore                        | Finalista      | Semifinalisti | Eliminati ai quarti |
| ----------- | ------------------------------------------------------------------------------------- | -------------------------------- | -------------- | ------------- | ------------------- |
| 4 dicembre  | Argentina International Championships 1958 Buenos Aires, Argentina Singolare - Doppio | Mario Llamas 6-4 9-7 1-6 2-6 6-4 | Enrique Morea  |               |                     |
| 4 dicembre  | Argentina International Championships 1958 Buenos Aires, Argentina Singolare - Doppio |                                  |                |               |                     |
| 11 dicembre | Asian Championships 1958 Lahore, Pakistan Singolare - Doppio                          | Torben Ulrich 6-4 6-2 6-2        | Robert Haillet |               |                     |
| 11 dicembre | Asian Championships 1958 Lahore, Pakistan Singolare - Doppio                          |                                  |                |               |                     |
| 13 dicembre | Victorian Championships 1958 Melbourne, Australia Singolare - Doppio                  | Malcolm Anderson 7-5 6-4 6-3     | Ashley Cooper  |               |                     |
| 13 dicembre | Victorian Championships 1958 Melbourne, Australia Singolare - Doppio                  |                                  |                |               |                     |
| 14 dicembre | US Hard Court Championships 1958 La Jolla, USA Singolare - Doppio                     | Tom Brown 4-6 6-1 6-4 6-3        | Whitney Reed   |               |                     |
| 14 dicembre | US Hard Court Championships 1958 La Jolla, USA Singolare - Doppio                     |                                  |                |               |                     |
| 29 dicembre | Sugar Bowl Invitation 1958 New Orleans, USA Singolare - Doppio                        | Eddie Moylan 1-6 6-3 6-4 6-8 6-3 | Mike Franks    |               |                     |
| 29 dicembre | Sugar Bowl Invitation 1958 New Orleans, USA Singolare - Doppio                        |                                  |                |               |                     |
| 31 dicembre | Royal South Yarra Tournament 1958 Melbourne, Australia Singolare - Doppio             | Robert Howe 6-1 6-4              | Wayne Reid     |               |                     |
| 31 dicembre | Royal South Yarra Tournament 1958 Melbourne, Australia Singolare - Doppio             |                                  |                |               |                     |

## Pro tour
Nel corso dell'anno si giocarono diversi tornei che facevano parte dei pro tour: un insieme di tornei composti da pochi partecipanti: da 2, 4 o 6 giocatori in cui i migliori tennisti si sfidavano in scontri diretti in varie località. Il vincitore del tour era il tennista che aveva un vantaggio nei testa a testa con gli altri giocatori.
| Data                       | Località                               | Nome del tour                | Partecipanti |
| -------------------------- | -------------------------------------- | ---------------------------- | --- |
| gennaio 1958 8 giugno 1958 | Australia, Nuova Zelanda e Stati Uniti | World Pro Tour 1958          | 1) Pancho Gonzales (51-36) 2) Lew Hoad (36-51)                                                                                                   |
| maggio 1958 giugno 1958    | Stati Uniti e Canada                   | North American Pro Tour 1958 | Pancho Gonzales Lew Hoad Tony Trabert Pancho Segura Ken Rosewall Frank Sedgman                                                                   |
| luglio - ottobre 1958      | Europa                                 | European Pro Tour 1958       | Lew Hoad Tony Trabert Pancho Segura Ken Rosewall                                                                                                 |
| settembre 1958             | Francia                                | Perrier Trophy Pro Tour 1958 | 1) Ken Rosewall 20-4 2) Pancho Segura 12-12 3) Tony Trabert 10- 14 4) Lew Hoad 6-18 Sostituti occasionali: Pancho Gonzales Jack Kramer Paul Remy |
| novembre 1958              | Sudafrica                              | South African Pro Tour 1958  | 1) Ken Rosewall (12–2) 2) Pancho Segura (9–5) 3) Ashley Cooper (7–7) 4) Malcolm Anderson (4–10) 5) Mervyn Rose (3–11)                            |